# Tipula sogana
Tipula (Acutipula) sogana – gatunek muchówki z rodziny koziułkowatych.

## Taksonomia
Gatunek ten został opisany w 1965 roku przez Charlesa P. Alexandera na podstawie okazu odłowionego w 1958 roku przez P. Sogi, któremu zadedykowany został epitet gatunkowy.

## Opis
Samiec ma ciało długości 30 mm i takiej długości skrzydła oraz czteromilimetrowe czułki. Przedplecze i śródplecze głównie żółte, a na przedtarczce (praescutum) obecne, jasnobrązowo odgraniczone, jasnoszare pasy. Zaplecze barwy żółtawobiałej, podobnie jak pleura, na których ponadto występuje przerywana, brązowa linia. Biczyki czułków o członach prawie walcowatych. Skrzydła prawie jednolicie żółtawopomarańczowe. Przezmianki żółte. Biodra i krętarze jasnożółte, uda brązowawoczarne, a golenie i stopy czarne. Pazurki stóp załamane. Na odwłoku przeważa barwa pomarańczowożółta z przyciemnionymi środkami i bokami tergitów. Hypopygium samca z tylną krawędzią tergitu prawie ściętą. Podobny do T. lambertoniana.

## Rozprzestrzenienie
Gatunek endemiczny dla Madagaskaru.